# Influencia hispánica en la cultura filipina

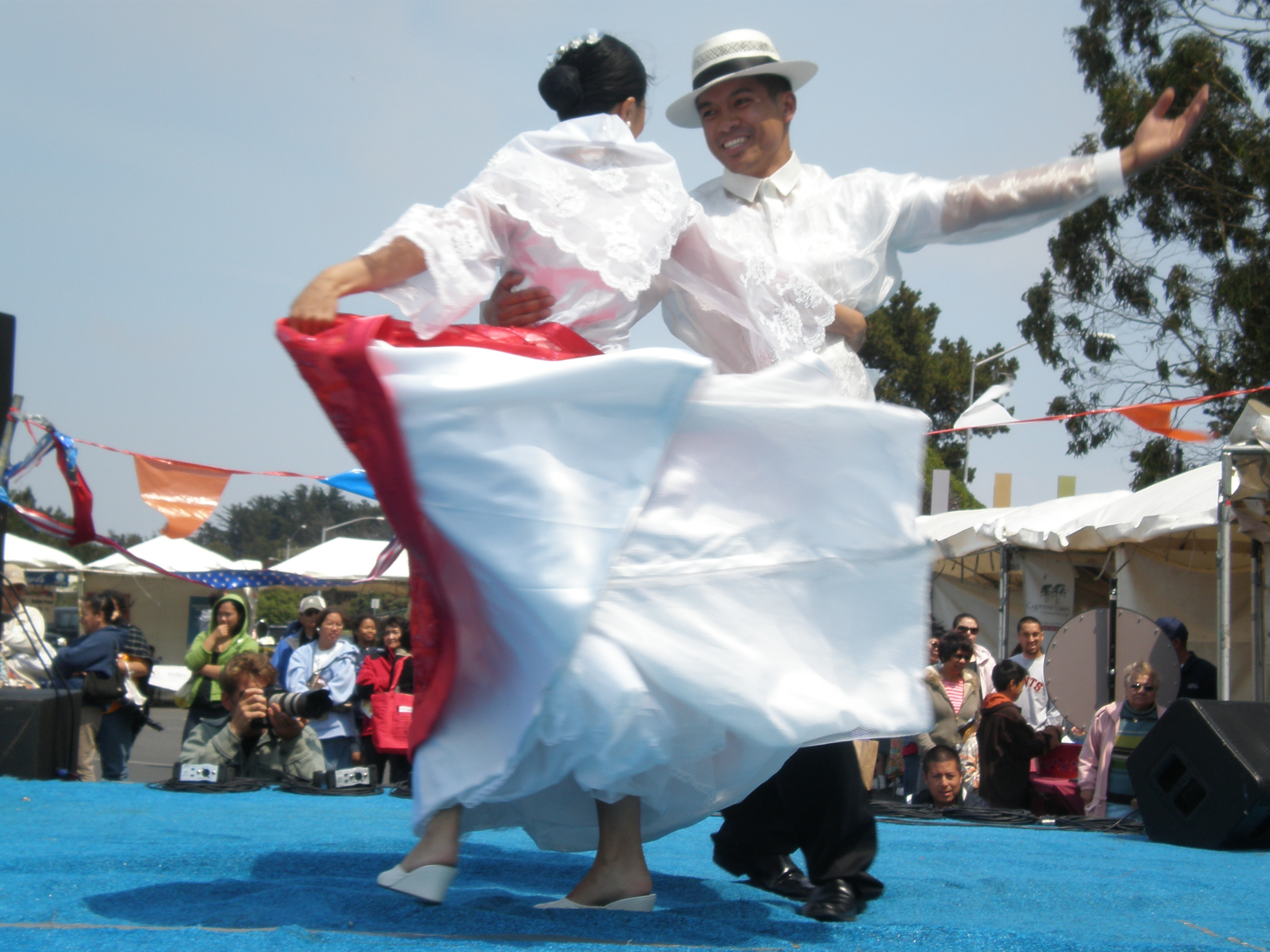
Jota cagayana, derivada de la jota castellana.

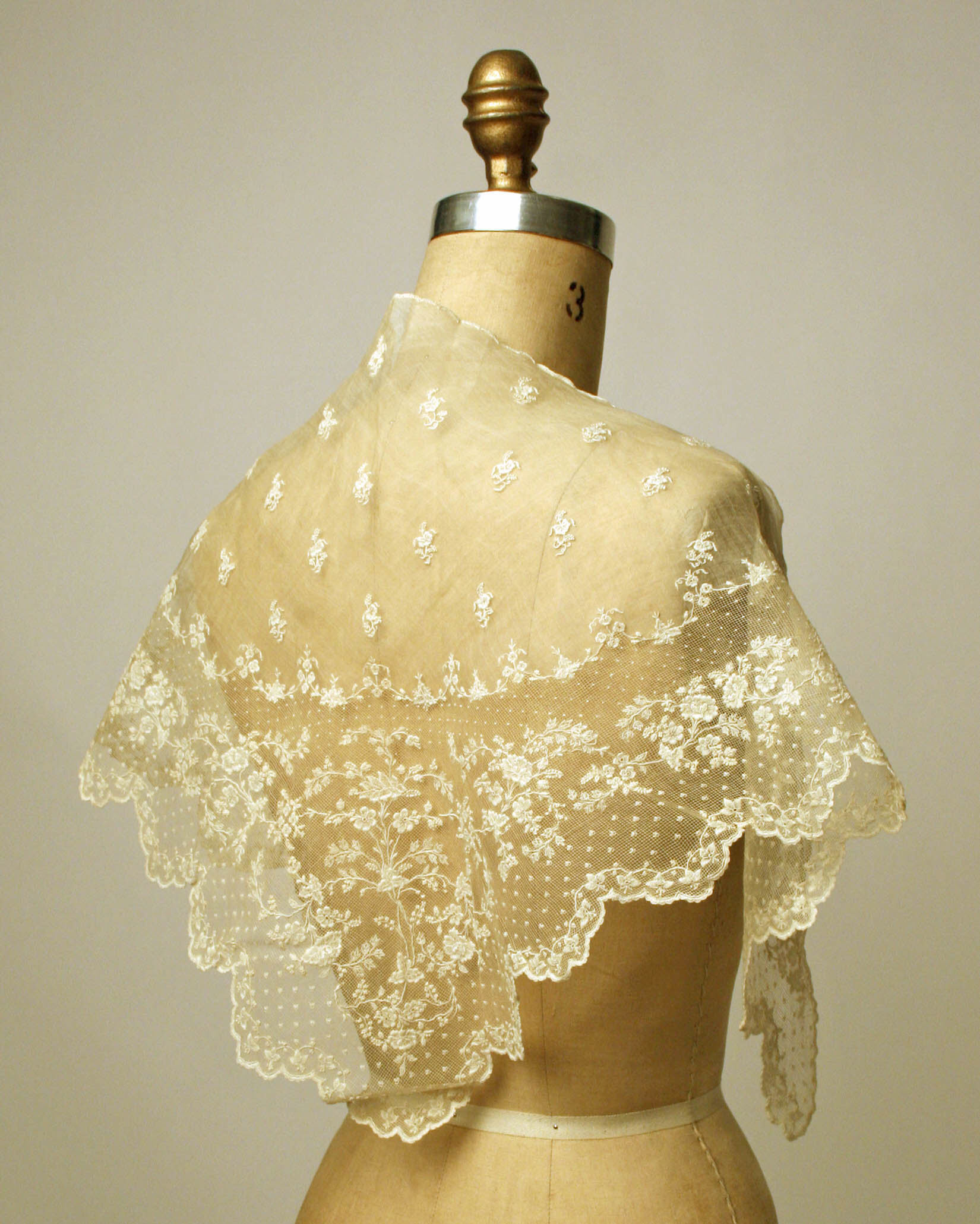
Un alampay o panyuwelo (‘pañuelo’), hecho con piña

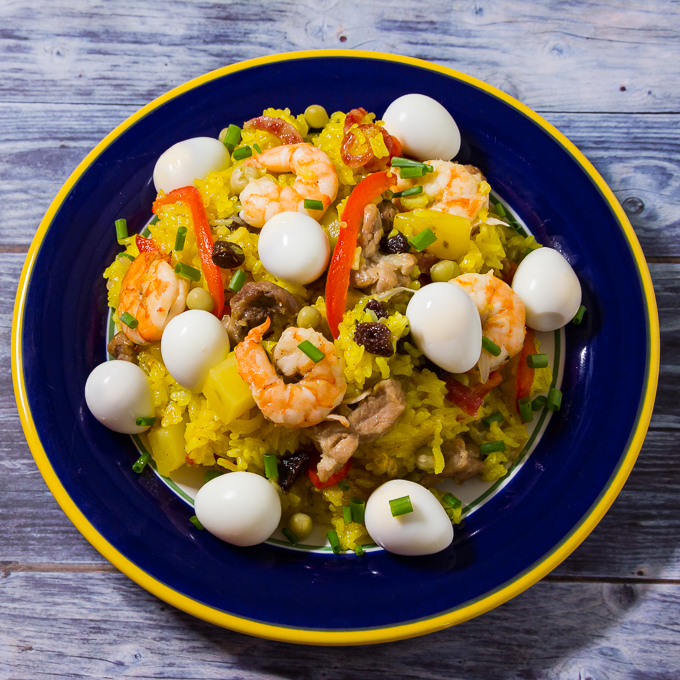
Arosbalensiyana, derivado del arroz a la valenciana

La influencia hispánica en la cultura filipina corresponde a las costumbres y tradiciones de Filipinas que se originaron durante los tres siglos de presencia española. Esta tradición, que atañe de uno u otro modo a buena parte de los aspectos de la vida, es religiosa, artística, científica y literaria. Las lenguas propias filipinas configuran una larga serie cuya completa variedad, desde el cebuano y el tagalo al ilocano o el bicolano, contiene miles de préstamos del español, lengua con la que mantienen, además, semejanzas fonéticas fundamentales. El idioma chabacano es el criollo de base española, hablado sobre todo en la península de Zamboanga (en donde es lengua oficial), Dávao y Cotobato en Mindanao, y en Cavite y Ternate en Luzón.
La cultura filipina es, pese a más de un siglo de neocolonialismo norteamericano, que ha provocado una importante diglosia o multidiglosia, parte de la familia hispánica. Se denomina Filipinismo, de forma análoga a Hispanismo, al campo de estudio de la cultura, la historia, la literatura y las lenguas filipinas, entre las cuales se encuentra, aun con dimensión muy minoritaria, el español y su correspondiente literatura hispanofilipina.
El centro histórico de la ciudad de Manila, denominado Manila Intramuros, donde se sitúa la catedral, fue el centro cultural y administrativo español del país. Fue destruido durante los bombardeos norteamericanos de mayo de 1945. La primera universidad de Asia fue la española de Filipinas. José Rizal, padre de la patria y autor más importante de la literatura filipina produjo toda su obra en lengua española.
Filipinas fue una de las colonias más alejadas de la metrópoli, recibió menos inmigración desde España en comparación con las colonias americanas. La mayor influencia hispánica durante el periodo colonial discurrió a través de México, más que directamente de España, pues el gran archipiélago filipino formaba parte del Virreinato de Nueva España.

## Historia y influencia española de la lengua filipina moderna
Fernando de Magallanes convirtió a algunas de las primeras personas indígenas del archipiélago filipino. Después de 25 años después de las primeras conversiones al catolicismo, casi la mitad de la población del archipiélago eran cristianas católicas. Pudieron convertir a mucha gente porque utilizaron idiomas nativos para convertirlos. Por lo tanto, Filipinas no usa el idioma español, sino una versión estandarizada del tagalo. Esto demuestra cómo filipinas tiene una cultura muy influenciada por el español, pero la gente no habla español.

## Historia prehispánica
Algunas de las sociedades diseminadas en las islas permanecieron en situación de aislamiento, pero muchas otras dieron lugar a centros que desarrollaron un cuantioso comercio en relación con los pueblos del sudeste asiático, incluyendo la India, China, Japón y otras islas austronesias. El primer milenio vio la aparición de principados marítimos y su desarrollo a estados marítimos compuestos por los barangays independientes o aliados con naciones más poderosas como las talasocracias malayas lideradas por Dato, los estados tributarios chinos gobernados por huangs o los reinos con influencias de la India gobernados por rajás. Por ejemplo, Datu Puti gobernó la Confederación de Madja-as después de haber adquirido los terrenos del jefe del clan Ati, Marikudo. Madja-as, fundado en la isla de Panay, fue denominado por su patria caída, el estado de Pannai. El Rajanato de Butuan, adquirió prominencia bajo el reinado del rajá Sri Bata Shaja, el Reino de Tondo fue gobernado por la dinastía Lakandula y el de Cebú, lo gobernaba Rajamuda Sri Lumay. Otras naciones en este periodo incluyen el reino con influencia china de Ma-i, representado por Huang Gat Sa Li-han y Joló, el cual, antes de la islamización y de la época española, fue un rajanato de influencia india bajo su primer gobernante, el rajá Sipad el Mayor. 
A España se debe la creación de Filipinas como nación con plena entidad político-administrativa y cultural.

## Gastronomía

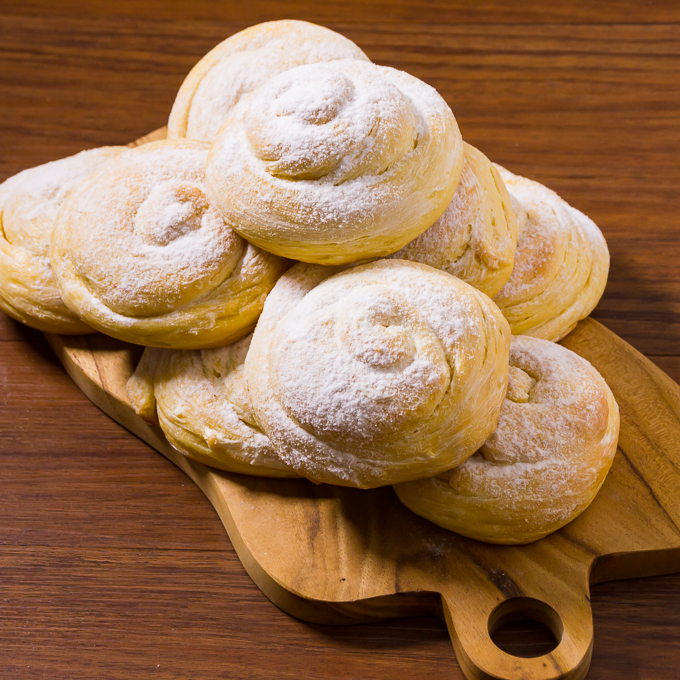
Ensaymada de Luzón, derivada de la ensaïmada de Mallorca

En la gastronomía filipina encontramos varios elementos de clara influencia española:
- El adobo filipino es una técnica de conservación de la carne, el pescado e incluso las verduras, que consiste en marinar el producto en vinagre, laurel, ajo y otras especias. Tanto el nombre como la técnica en sí derivan del adobo español.
- Técnicas para estofar la carne, como el hamonado, la kaldereta o el mechado. Técnicas para asar la carne como el lechon
- El arroz ya era un producto básico en la Filipinas prehispánica, sin embargo, muchas recetas fueron herencia hispana. Aparte de la paelya,
- La tortilla de huevos (omelet) es llamada tortang en filipino, y una de las más tradicionales es la de berenjenas, la tortang talong.
- Un ingrediente típico en la cocina filipina es el siling, que no es más que literalmente ‘chile’ o ají picante. Existen dos variedades agrícolas principales, el siling labuyo, relacionado con el chile de árbol, y el siling mahaba, similar al chile jalapeño o cuaresmeño.
- Embutidos como la longganisa, la morcilla o el chorizo, siendo el más popular el chorizo Bilbao.
- La cerveza San Miguel fue fundada en 1890 en Cebú por monjes agustinos.
- De la panadería española (incluyendo pastelería y repostería), Filipinas ha heredado la mayoría de sus preparaciones. El pan naval era el pan duro que servía para abastecer a las tripulaciones de los barcos, y deriva de las galletas o bizcochos de mar. Un pan típico es el llamado Spanish bread, Senorita bread o pan de kastila. Además, el pandesal es el pan común el archipiélago, y la ensaymada filipina deriva de la ensaïmada mallorquina.
- Otros postres: nata de coco, manjar blanco, churros, etc.

#### Contrainfluencias gastronómicas
Filipinas también ha colaborado notablemente a la gastronomía del mundo hispano, especialmente en lo que es el actual México. En este país, la mayoría de variedades de mango tradicionales, como el Manila o el Ataúlfo, provienen directamente de Filipinas, y más concretamente del mango Carabao. 
- En el Estado de Colima, México, se puede encontrar un vino de palma con ligera graduación alcohólica conocido como tuba, la cual procede de la tûba filipina.

- En el Estado de Michoacán encontramos la morisqueta o zambaripao, un acompañamiento de las comidas que en su origen filipino era simplemente arroz blanco, al llegar a Nueva España se le agregaron frijoles de olla y hoy día se le agrega hasta queso o carne.
- En el Estado de Guerrero, concretamente en Coyuca de Benítez, se prepara el guinatán un plato hecho con leche de coco.